# Tutti a casa - Al magt til folket?
|  | Denne artikel er oprettet af botten Steenthbot ud fra en ekstern database. Den kan derfor have sproglige fejl eller mangler. Denne skabelon kan fjernes efter kontrol af indholdet. |

Tutti a casa - Al magt til folket? er en dansk dokumentarfilm fra 2016 instrueret af Lise Birk Pedersen.

## Handling
I mange vestlige demokratier er tilliden mellem folket og politikerne på et meget lavt niveau og populistiske bevægelser vinder stadig mere tilslutning. I Italien lover protestbevægelsen, Movimento, at sende alle politikerne hjem og give magten til folket. De vinder overraskende 25 % af stemmerne, men hvad sker der, når politiske idealer møder den parlamentariske virkelighed? Kan man være kompromisløs og demokratisk på samme tid? Er folkeafstemninger på internettet direkte demokrati eller ansigtsløst pøbelvælde?
Filmen følger dette demokratiske eksperiment.